# Abraham Baldwin
Abraham Baldwin (23 de noviembre de 1754 - 4 de marzo de 1807) fue un político, pastor protestante estadounidense, uno de los fundadores de los Estados Unidos. Baldwin nace en Guilford Connecticut, siendo el segundo hijo de un herrero que tuvo en total doce hijos con dos diferentes esposas. 
Baldwin fue representante por el estado de Georgia en el Congreso Continental y sirvió tanto en la Cámara de representantes como en el Senado de los Estados Unidos cuando se adoptó la constitución de los Estados Unidos. Baldwin fue un gran precursor de la educación como forma de desarrollar los primeros estados fronterizos de la unión Norteamericana. Se convirtió en el primer presidente de la Universidad de Georgia cargo que ocupó desde 1785 a 1801.

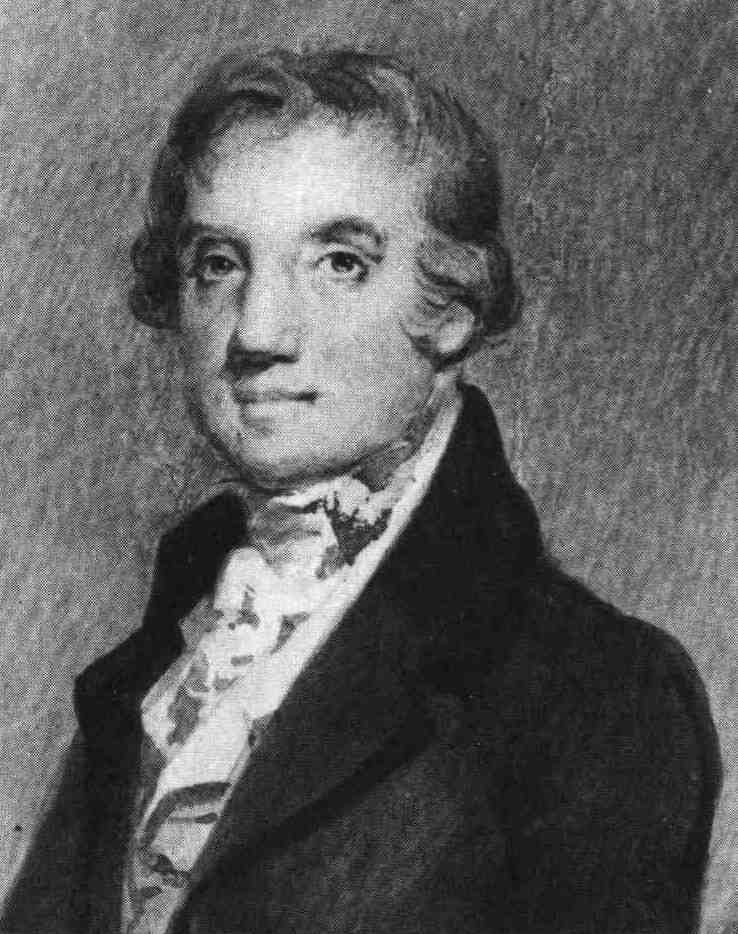
Abraham Baldwin.

Baldwin murió de una corta enfermedad en su aniversario 53 en 1807. Todavía servía en el senado de los Estados Unidos y fue enterrado en el Rock Creek Cemetery en la ciudad de Washington en Estados Unidos.